# Nicolae Fluieraș
Nicolae Fluieraș (n. 1890, Cherecheș – d. 1946) a fost un deputat în Marea Adunare Națională de la Alba Iulia, organismul legislativ reprezentativ al „tuturor românilor din Transilvania, Banat și Țara Ungurească”, cel care a adoptat hotărârea privind Unirea Transilvaniei cu România, la 1 decembrie 1918.:p. 77

## Biografie
Nicolae Fluieraș a învățat la Gimnaziul din Beiuș, după care și-a completat studiile la Universitatea din Budapesta și Viena. Acesta a fost preot la Cherecheș, iar mai târziu a devenit protopop la Șimand. Din anul 1911 a fost profesor la liceul din Beiuș.:p. 16

## Activitatea politică

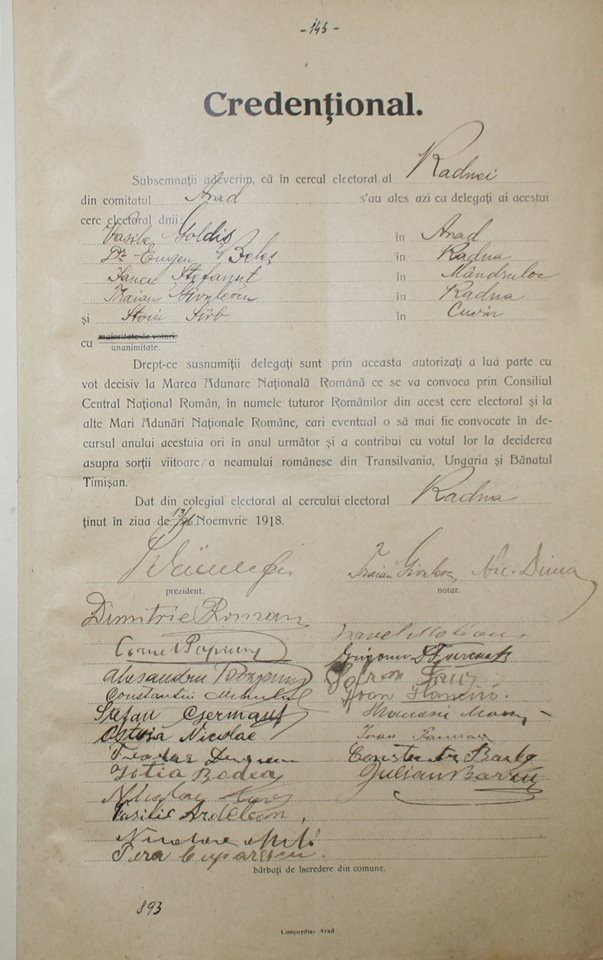
Credențional

Ca deputat în Adunarea Națională din 1 decembrie 1918 a reprezentat, ca delegat de drept, Protopopiatul greco-catolic Șimand.:p. 77:p. 16